# Ga Sanam Pao BTS
Ga Sanam Pao (tiếng Thái: สถานีสนามเป้า) là một ga BTS trên cao, trên tuyến  Tuyến Sukhumvit  ở quận Phaya Thai, Bangkok, Thái Lan. Nhà ga nằm ở Đường Phahon Yothin gần Phahon Yothin Soi 3 ở vùng Sanam Pao, giữa các tòa nhà văn phòng, căn cứ quân sự và đài truyền hình quân đội Kênh 5 nằm gần đó.